# Sebastian Roloff (Richter)
Sebastian Roloff (* 27. August 1974 in Saarbrücken) ist ein deutscher Jurist und Richter am Bundesarbeitsgericht.

## Leben und Wirken
Nach rechtswissenschaftlichem Studium und Erstem Juristischen Staatsexamen wurde Roloff 2002 von der Universität zu Köln mit der arbeitsrechtlichen Schrift „Das Beschränkungsverbot des Art. 39 EG (Freizügigkeit) und seine Auswirkungen auf das nationale Arbeitsrecht“ zum Dr. iur. promoviert. 2003 legte er in Berlin sein Zweites Staatsexamen ab. In der Tätigkeit als wissenschaftlicher Mitarbeiter an der Universität Köln trat Roloff zum 1. Juni 2004 in den Justizdienst des Landes Nordrhein-Westfalen ein und wurde dort zunächst an den Arbeitsgerichten Bonn und Köln eingesetzt. Im Juni 2007 wurde er zum Richter auf Lebenszeit ernannt. Von März 2012 bis August 2014 war er als wissenschaftlicher Mitarbeiter an das Bundesarbeitsgericht abgeordnet. Ab September 2015 war er als Richter an das Landesarbeitsgericht Köln abgeordnet. Seit dem 1. Juni 2016 ist Roloff selbst Richter am Bundesarbeitsgericht und wurde dort dem Achten Senat zugewiesen.
Roloff wurde mit Wirkung zum 1. März 2022 zum Honorarprofessor für Betriebsverfassungsrecht und Europäisches Arbeitsrecht an der renommierten Juristenfakultät der Universität Leipzig ernannt.